# Легеза, Дмитрий Владимирович
Дмитрий Владимирович Легеза (род. 25 сентября 1966, Ленинград) — российский поэт и прозаик, организатор литературной деятельности.

## Биография
Родился в Ленинграде (Санкт-Петербурге) в 1966 году, окончил физико-математическую школу № 239, затем 1-й Ленинградский Медицинский институт им. акад. И. П. Павлова, работал врачом, имеет ряд научных работ и степень кандидата медицинских наук. Член Союза писателей Санкт-Петербурга и Союза российских писателей, один из основателей и редактор ЛИТО «ПИИТЕР», сооснователь и член оргкомитета международного литературного фестиваля «Петербургские мосты». Редактор отдела «Поэзия метрополии» литературно-публицистического журнала «Эмигрантская лира» 

## Награды и премии
- Победитель Всероссийской поэтической премии им. А.А. Ахматовой (2023) [8]
- Лауреат конкурса им. Даниила Хармса «Четвероногая ворона» (2013)
- Благодарность за оказание медицинской помощи больным с черепно-мозговой травмой (1998) и диплом «За неоценимую помощь на  Х Международном фестивале имени М. А. Волошина» (2012).

## Отзывы
- Критик Ольга Земляная в статье "Остроумие, или искусство быстрого ума, узника «Интеллигентского гетто» (альманах «Молодой Петербург», 2009, СПб)

«Быстрому уму Легезы нормативный словарь часто бывает недостаточен, и тогда поэт прибегает к словотворчеству. Окказионализмов у Легезы не счесть — филологи могут уже защищать диссертации, но это словотворчество в рамках как системы русского словообразования, так и нормативного русского языка» 
- Юрий Володарский в статье «Говорящая поэзия» («Еженедельник 2000», 2010, Украина)

 «Тем не менее своё маленькое открытие на нынешних „Лаврах“ я совершил. Имя ему — Дмитрий Легеза, ведущий поэт Петербурга, с которым я, по иронии судьбы, был уже несколько лет знаком, но вот на его стихи особого внимания не обращал. Выступление Легезы в программе „Петербургских мостов“ стало одним из самых ярких на фестивале. Питерский поэт очаровал аудиторию по-аптекарски точной дозировкой добродушной иронии со светлой печалью и безукоризненным мастерством» 
- Кристина Дергачева в статье "Шарики из жемчуга и мыльные пузыри"

(Журнал "Знамя", №8, 2023)

 "Может показаться парадоксальным, но, затрагивая нематериальное, духовное, даже божественное, Легеза заключает собственное поэтическое слово в реальность бытовую и приземленную. Его лирический субъект называет и исследует реальные места, он постулирует понятные нам истины — порой до смешного очевидные («В каждом классе был ботаник»), порой весьма трагические — в основном касающиеся правительства, героизма и того, что под ним понимается ныне, он говорит с нами на одном языке и не боится его простоты, понимая, что простыми словами возможно говорить о предметах очень сложных" 
- Ольга Балла в статье "Вот чудесный шарик - на!"

(Журнал "Пироскаф", 2024)

 "Дмитрий Легеза мыслит почти исключительно сюжетами — то есть упаковывает смыслы таким образом, который привычен скорее прозаикам. Развернув каждый из туго свёрнутых здесь сюжетов в повествование, он вполне мог бы сделать из них сборник рассказов; иных сюжетов хватило бы и как минимум на повесть. Но поэту ли не знать, что повествование — всего лишь история, тогда как стихотворение — формула? Легеза же мыслит не просто сюжетами, но как раз формулами. Прямо на ходу он творит персональную мифологию — притом ситуативную. " 